# Flugplatz Rerik-Zweedorf

i7
i11
i13
Der Flugplatz Rerik-Zweedorf (ICAO-Code: EDCR) ist ein deutscher Sonderlandeplatz am Salzhaff in Mecklenburg-Vorpommern westlich der Hansestadt Rostock. Der frühere Agrarflugplatz verfügt über eine Graslandebahn von 640 m Länge.

## Nutzung
Der Flugplatz hat zwei Hangars. Landen können Motorflugzeuge, Helicopter, Motorsegler (GLDP), Ballon und Ultraleicht (UL). Auf dem Flugplatz gibt es  einen Verein für Motorflug. Darüber hinaus wird der Flugplatz hauptsächlich privat genutzt.